# Zénobia-Halabiyé
Zénobia-Halabiyé (en arabe : qala'a al-ḥalābiyā, قلعة الحلبية) est un site archéologique situé en Syrie.

## Histoire du site
C’est sans doute en raison de l'intérêt géostratégique du site que Zénobie doit sa fondation, vers 266 apr. J.-C., par la fameuse reine de Palmyre, Zénobie qui lui donna son nom, et son époux Odénat, afin de contrôler cette passe, face aux Perses Sassanides de Shapur Ier, toujours menaçants vis-à-vis de l’Empire romain, dont Palmyre était l’un des garants. Elle ne fut sans doute longtemps qu’un fortin ou plutôt une petite ville, qui, après la prise de Palmyre en 273 par l’empereur Aurélien, venu restaurer son autorité face à la rébellion de Zénobie, connut le sort mouvementé de cette région frontalière, au gré des secousses de l’Empire romain finissant et des invasions perses des IVè et Vè siècles. Cependant, la ville s’accrut et s’étendit au-delà de ses premiers remparts en des faubourgs, protégés par un simple mur, au nord du site qui barre le plateau, contre les incursions des populations nomades, de même que, au Sud et sur l’autre rive, un mur parallèle remplissait le même rôle pour la sauvegarde de Zalaybié.
Les légendes arabes, bien postérieures, attribuent la fondation des deux sites à deux reines sœurs et mentionnent l’existence d’un souterrain reliant, sous le fleuve, les deux villes, souvenir sans doute lointain de la parenté des deux établissements et d’un pont ou d’un gué sur l’Euphrate. Aujourd’hui, un pont flottant relie les deux rives et entretient en quelque sorte le souvenir de cette légende. La ville devient l’un des points avancés, sur le limes, de la défense de l’Empire romain, puis byzantin, et de la province d’Euphratésie. L’empereur byzantin Justinien (527-565), dans sa politique de reconquête vers l’Occident ne peut négliger le maintien d’un statu quo stable sur ses frontières orientales. Aussi ménage-t-il les Perses, auteurs de plusieurs incursions en territoire byzantin par plusieurs traités de paix, conclu à prix d’or, sans pour autant oublier les nécessités de la défense de ses arrières.
Un texte de Procope de Césarée, historien et témoin oculaire du règne de Justinien, a décrit explicitement les rénovations que Justinien entreprit sur le site de Zénobia : reconstruction des remparts, en agrandissant ainsi la ville, repeuplée, construction d’une caserne (« praetorium »), d’une forteresse intra muros, d’églises, de bains publics et de portiques.
Ce sont ces vestiges qui aujourd’hui subsistent en grande partie, pour autant qu’on puisse les dater avec certitude. On s’accorde à penser généralement que l’œuvre de reconstruction de Justinien en Orient fut accomplie sous l’influence de sa célèbre épouse, Théodora.

## Les recherches antérieures
Le site a été reconnu depuis le milieu du XIXe siècle, ses vestiges étudiés depuis les années 1940, mais on dispose déjà grâce au R.P. Poidebard de splendides clichés pris d’avion et publiés dans son ouvrage La trace de Rome dans le désert de Syrie, daté de 1934. Néanmoins le mérite de la première véritable étude scientifique revient à Jean Lauffray, alors architecte en chef des Monuments historiques de Syrie du Nord, sous la direction de Maurice Dunant, responsable des Antiquités de Syrie.
Ces travaux datent de 1944/45 ; ils avaient alors été menés à bien avec deux topographes, un inspecteur stagiaire, deux dessinateurs et 45 ouvriers et s’étaient effectués dans des conditions qui appartiennent aujourd’hui aux épopées mythiques de l’archéologie orientale. Les tentes somptueuses, vastes et rondes du baron Max Von Oppenheim, le fouilleur allemand de Tell Halaf, avaient été confisquées en 1939 ; elles étaient doublées de tissus bleu nuit et portaient sur leurs parois des motifs d’arabesques et des citations de poèmes persans et avaient été mises à la disposition de la mission française de Zénobia.
Quatre campagnes de relevés et fouilles complètes avaient alors été menées, jusqu’à ce que les événements de 1945, qui ont mis fin au mandat français en Syrie, aient contraint la mission de Jean Lauffray à quitter précipitamment le site. Les notes, relevés et photographies ont été conservés pendant plusieurs années au musée d’Alep et ce n’est qu’en 1980 que Jean Lauffray a pu  retourner sur le site.
Cet infatigable chercheur et grand connaisseur des antiquités d’Égypte et du Proche-Orient entreprend alors la publication, en deux tomes de ses travaux à Zénobia (1983 et 1991), avant de décéder en 2000.
Ces précieux ouvrages comprennent un historique du site replacé dans son contexte historique et géographique, d’une profondeur de vue remarquable. Ils regroupent aussi une description minutieuse, accompagnée d’excellents relevés de l’ensemble des remparts, le résultat de ses prospections (menées sur la voirie, le forum, le complexe ecclésial, divers bâtiments civils et la nécropole extra muros) et de ses fouilles des thermes. La ville de Zénobia se présente donc comme un site urbain complet, dont il reste à découvrir de nombreux édifices, notamment ceux qui ont un caractère privé et domestique. Les aménagements publics sont, quant à eux, de tout premier ordre et on a pu constater que leur état de conservation s’avère, pour la plupart d’entre eux, tout à fait spectaculaire.
Sa situation, au bord de l’Euphrate, et le matériau principalement utilisé, le gypse blanc et cristallin de cette région, contribuent à rendre ce site particulièrement attachant.
Les deux reines qui sont à l’origine de sa fondation, puis de sa reconstruction, Zénobie de Palmyre et Théodora de Byzance, restent deux figures majeures de l’Histoire universelle.